# Le Jeu de la reine
Pour les articles homonymes, voir Firebrand.
Pour plus de détails, voir Fiche technique et Distribution.
Le Jeu de la reine (Firebrand) est un film britannique réalisé par Karim Aïnouz et sorti en 2023. Il relate la vie de Catherine Parr, épouse du roi Henri VIII,.
Présenté en compétition au festival de Cannes 2023, le film sort au cinéma le 27 mars 2024.

## Synopsis
Catherine Parr est la 6e femme du roi Henri VIII. Seule une de ses précédentes épouses est morte en couches, les quatre autres ayant été répudiées ou décapitées par Henri VIII. Catherine Parr va former des alliances au sein même de la cour, pour tenter de survivre, tandis que le danger approche à grands pas.

## Fiche technique
Sauf indication contraire, les informations mentionnées dans cette section peuvent être confirmées par la base de données cinématographiques IMDb,  présente dans la section « Liens externes ».
- Titre français : Firebrand, le Jeu de la reine[4]
- Titre original : Firebrand
- Réalisation : Karim Aïnouz
- Scénario : Jessica Ashworth et Henrietta Ashworth d'après le roman éponyme de Elizabeth Fremantle
- Musique : Dickon Hinchliffe
- Photographie : Hélène Louvart
- Décors : N/A
- Pays de production :  Royaume-Uni
- Société de distribution : ARP Sélection (France)
- Format : couleur - 2,35:1 - Dolby Digital
- Genre : drame historique
- Date de sortie : 
  - France :
    - mai 2023 (festival de Cannes)
    - septembre 2023 (Festival du cinéma Américain de Deauville)
    - 27 mars 2024 (sortie nationale)[5]

## Distribution
- Alicia Vikander (VQ : Stéfanie Dolan) : la reine, Catherine Parr (1512-1548)
- Jude Law (VF : Jean-Pierre Michaël ; VQ : Patrick Chouinard) : Henri VIII (1491-1547)
- Simon Russell Beale (VQ : Jean-François Blanchard) : Stephen Gardiner, prélat anglican
- Eddie Marsan (VQ : Frédéric Desager) : Edward Seymour (1506-1552)
- Sam Riley (VQ : Patrice Dubois) : Thomas Seymour (1509-1549)
- Junia Rees (VQ : Marguerite D'Amour) : la princesse Élisabeth (1533-1603), fille d'Henri VIII et d'Anne Boleyn (1501-1536)
- Patsy Ferran : la princesse Marie (1516-1558)[6], fille d'Henri VIII et de Catherine d'Aragon (1485-1536)
- Patrick Michael Buckley : le prince Édouard (1537-1553), fils d'Henri VIII et de Jeanne Seymour (1508-1537)
- Ruby Bentall : Cat, noble dame, suivante de la reine
- Bryony Hannah (en) : Ellen, noble dame[7], suivante de la reine
- Amr Waked : Al Farabi, le médecin du roi
- Erin Doherty : Anne Askew, prédicatrice calviniste, ancienne amie de la reine
- Mia Threapleton : Joan Bocher

## Distinction

### Sélection
- Festival de Cannes 2023 : en compétition officielle